# Бату (гора)
Бату (англ. Batu) — одна з найвищих  гір в регіоні Оромія, Ефіопія. Частина  національного парку Бейл. Висота досягає до 4307 м. Перше сходження на Бату було здійснено фінським професором Хельмером Смедса, який здійснив цей подвиг в 1958 р.

## Виноски
1. ↑  Peakbagger.com
2. ↑  http://www.nai.uu.se/library/resources/dossiers/local_history_of_ethiopia/B/ORTBAS.pdf «Local History in Ethiopia» The Nordic Africa Institute website (accessed 5 May 2009)  [Архівовано 16 червня 2007 у Wayback Machine.]